# آسیابسر (سیاهکل)
آسیابسر ، روستایی از توابع بخش دیلمان شهرستان سیاهکل در استان گیلان ایران است.این روستا بسیار زیباست.

## جمعیت
این روستا در دهستان پیرکوه قرار دارد و براساس سرشماری مرکز آمار ایران در سال ۱۳۸۵، جمعیت آن ۱۰۳ نفر (۲۹خانوار) بوده‌است.